# عبد الوهاب بن محمد القرطبي
‌عبد الوهاب بن محمد القرطبي، مقرئ أهل قرطبة، وأستاذ متقن كبير ورحال، ومن الخطباء الحفاظ المجودين. ومن مؤلفاته: المفتاح في القراءات، والموضح في التجويد.
ولد سنة 403 هـ، وتوفي سنة 461هـ وقيل: 462 هـ. قال عنه ابن الجزري: بأنه «مقرئ محرر أستاذ كامل متقن كبير رحال». ووصفه الذهبي بأنه «مقرىء أهل القرطبة».
اختلف في سنة وفاته، فذكر ابن بشكوال بأنه توفي، في ذي القعدة لليلتين خلتا من الشهر سنة اثنتين وستين وأربع مئة. ودفن بمقبرة ابن عباس. وذكرت المصادر الأخرى بأنه توفي في شهر ذي القعدة من سنة إحدى وستين وأربع مئة.

## سيرته
‌عبد ‌الوهاب ‌بن ‌محمد ‌بن ‌عبد ‌الوهاب، بن عبد القدوس الأنصاري القرطبي. يكنى: أبا القاسم. ويلقب بالقرطبي، نسبة إلى قرطبة بالأندلس التي سكنها وكان الخطيب بالمسجد الجامع بها. وأصله من أشونة. تتفق المصادر التي ترجمت له على أنه ولد سنة 403هـ.
كان من جلة المقرئين، ومقرئ أهل قرطبة، وأستاذ متقن كبير ورحال، ومن الخطباء الحفاظ المجودين، وكان عجباً في تحرير القراءات ومعرفة فنونها وطرقها، حسن الضبط لها، وكانت الرحلة في وقته إليه. 

## رحلاته
رحل إلى دمشق، ومصر، وحران، ومكة. فسمع بدمشق: من أبي الحسن السمسار وقرأ بها القراءات، وقرأ على أبي علي الحسن بن إبراهيم الأهوازي. وقرأ على أبي القاسم الزيدي الشريف بحران. وقرأ على أبي العباس أحمد بن نفيس، وأبي الحسن الحوفي بمصر. ورحل إلى المشرق فحج وسمع بمكة من على الكارزيني، وأبي بكر محمد بن علي المطوعي وغيره.

## مؤلفاته
1. المفتاح في القراءات.
2. المفتاح في اختلاف القراء السبعة.
3. المفيد في القراءات.
4. الموضح في التجويد.
5. الوجيز في القراءات.[6][9]

## منزلته وأقوال العلماء فيه
- وصفه ابن بشكوال بأنه: «الخطيب بالمسجد الجامع بقرطبة»، وقال عنه: «كان من جلة المقرئين، ومن الخطباء الحفاظ المجودين، عارفا بالقراءات وطرقها، حسن الضبط لها، وكانت الرحلة في وقته إليه».[5]
- وصفه الذهبي بأنه «مقرىء أهل القرطبة».[2]
- وصفه ابن الجزري بأنه «مقرئ محرر أستاذ كامل متقن كبير رحال».[1]
- قال أبو عبد الله الحافظ كان عجبًا في تحرير هذا الشأن ومعرفة فنونه.[1]

## وفاته
اختلف في سنة وفاته، فذكر ابن بشكوال بأنه توفي في ذي القعدة لليلتين خلتا من الشهر سنة اثنتين وستين وأربع مئة. ودفن بمقبرة ابن عباس. وذكرت المصادر الأخرى بأنه توفي في شهر ذي القعدة من سنة إحدى وستين وأربع مئة.